# Cervera komaii
Cervera komaii är en korallart som först beskrevs av Huzio Utinomi 1950.  Cervera komaii ingår i släktet Cervera och familjen Cornulariidae. Inga underarter finns listade i Catalogue of Life.